# IS Göta
IS Göta (Idrottssällskapet Göta) ist ein schwedischer Sportverein aus Helsingborg. Aktuell werden Bowling, Leichtathletik, Inlineskaten und Tennis angeboten.
Der Verein wurde 1898 gegründet. Die historischen Wurzeln des Vereins liegen im 1896 gegründeten Verein Gamla Göta. Ursprünglich wurde hauptsächlich Leichtathletik betrieben. Im Jahr 1931 kam zur bestehenden Herren-Abteilung eine Damen-Abteilung hinzu. Die Heimstätte des Vereins war das Stadion Olympia, das zu dieser Zeit noch eine Laufbahn besaß.
Die Leichtathletik blieb immer der Mittelpunkt des Vereins. Zu den Spitzensportlern zählten Hans Liljekvist und Tage Ekfeldt. Seit 1924 wird im Verein auch Bandy gespielt, im Jahr 1950 wurde diese Abteilung zur Eishockeyabteilung; 1977 wurde die Abteilung unter dem Namen Helsingborgs Hockeyklubb selbständig.
Seit 1925 gibt es eine Handballabteilung des Vereins. Die Herren wurden in der Saison 1965/66 schwedischer Meister. Im Jahr 1981 wurde die Handballabteilung aufgegeben.